# Chromium OS
Chromium OS — дистрибутив операционной системы GNU/Linux с открытым исходным кодом, версия Chrome OS для разработчиков компании Google. Исходный код Chrome OS был открыт 19 ноября 2009 года под BSD-подобными лицензиями и GNU GPL как Chromium OS.

## Интерфейс пользователя
Альфа-релиз включает страницу приложений, которая запускается кнопкой в верхнем левом углу экрана. Страница содержит ссылки на веб-приложения Google, такие как Gmail, Google Apps, и YouTube. Chromium содержит также, приложение «Камера», часы, индикатор заряда батарей и индикатор статуса сетевого соединения. Нажатие функциональной клавиши F12 включает многооконный режим с возможностью открытия дополнительных окон браузера и переключения между ними. Клавиша F8 выводит раскладку клавиатуры с клавишами «Шорт-Кат», включая задачи и диспетчеров в сравнении с браузером Chrome, и даже консолью для интерпретации команд. Интерфейс реализован в стиле Material Design 2.0. Операционная система включает в себя виртуальную машину Termina для запуска програм Debian, что позволяет использовать в веб-ориентированной операционной системе среды программирования, браузеры, редакторы и т. д. в изолированном контейнере.

## Архитектура
В документации Google, содержащей предварительную информацию, описывается трёхуровневая архитектура: встроенное программное обеспечение, браузер и оконный менеджер, системные приложения и приложения пользователя.
- Встроенное программное обеспечение для уменьшения времени загрузки не проверяет готовность аппаратного обеспечения, например, такого как дисковода гибких дисков, которое в настоящее время всё меньше используется в компьютерах и не используется в нетбуках. Проверка каждого шага загрузки способствует усилению безопасности и способствует восстановлению системы[5].
- Chromium OS представляет собой модифицированную ОС Gentoo GNU/Linux с соответствующими исправлениями и дополнениями для ускорения загрузки и общего быстродействия. Приложения пользователя включают в себя только самое необходимое и управляются Upstart, благодаря чему сервисы и службы запускаются в параллельных потоках, с возможностью перезапуска, и реализуется отсрочка запуска отдельных сервисов для ускорения загрузки[5].
- Оконный менеджер обрабатывает взаимодействие пользователя с клиентскими окнами, как и большинство подобных оконных менеджеров X window[5].
- В качестве дополнения предлагается контейнер с ОС Debian, который разрабатывается в рамках Project Crostini. Данное решение позволяет запускать привычные десктопные программы, используя программную виртуализацию (не эмуляция).

## Форки
В мае 2010 года скомпилированная версия всё ещё находящегося в разработке кода была загружена из интернета более миллиона раз. Наиболее популярная версия была выложена Лайамом Маклохлином, 17-летним студентом из Манчестера, опубликованная под названием «Hexxeh». Маклохлин опубликовал сборку, позволяющую загружать Chromium с USB-накопителя и включающую реализацию функциональных возможностей, не реализованных на момент сборки инженерами Google, как, например, поддержки языка программирования Java.
Google не ожидал, что пользователи будут использовать Chromium OS до её официального релиза. Сундар Пичаи, вице-президент Google по управлению продуктами, говорит: «такие вещи, как Hexxeh, заставляют удивляться».
Пичаи сказал, что ранние релизы принесли неожиданные последствия. «Если вы делаете открытое программное обеспечение, вы сами должны быть открыты». Автор прекратил работу над своим проектом. Однако его идею подхватили разработчики FydeOS (аналог Chrome OS для Китая, сервисы Google заменены проприетарными аналогами от Fyde Innovations, интегрирован контейнер с Android из Chrome OS), ArnoldTheBat и Cloudready (дистрибутивы наиболее приближены к ванильной Chromium OS).

## Разница между Chrome OS и Chromium OS
Chromium OS существует в виде исходного кода и не включает в себя никаких проприетарных компонентов. Chrome OS же предлагается в виде готовых бинарных прошивок для конкретных устройств Chrome. Соответственно, Chrome OS включает в себя различные проприетарные компоненты: телеметрию, систему обновлений, кодеки, прошивки для контроллеров, контейнер с Android (исходные коды ОС Android являются открытыми, однако её лицензия Apache License 2.0 позволяет создавать проприетарную версию «Android Runtime for Chrome» с интегрированными службами Google Mobile Services и доступом к магазину приложений Google Play).